# Liquiçá (gemeente)
Liquiçá (in het Tetun: Likisá) is een van de gemeenten van Oost-Timor. De hoofdstad is het gelijknamige Liquiçá. Het gemeente ligt aan de noordkust van het land en grenst (van oost naar west) aan de gemeenten Dili, Aileu, Ermera en Bobonaro. In het noordwesten ligt de Savuzee. Het gemeente telde in 2004 54.834 inwoners.
Het posto administrativo Maubara was in eerste instantie gekoloniseerd door de Nederlanders, maar werd in 1667 geruild tegen het eiland Flores.
In april 1998 richtten verschillende pro-Indonesische milities, samen met Indonesische militairen een bloedbad aan in katholieke kerken, waarbij tussen de 60 en 200 mensen stierven.
Liquiçá staat bekend om de mooie omgeving en het spectaculaire uitzicht op de Ombai Straat. Zoals de gehele kust van Oost-Timor is ook de kust van Liquiçá rotsachtig. Tijdens de moesson zijn de anders droge rivieren gevuld met water.
Behalve de officiële talen Tetun en Portugees spreken bijna alle inwoners ook het Tocodede, een Malayo-Polynesische taal.